# Fenerbahçe Spor Kulübü 2022-2023 (pallavolo femminile)
Questa voce raccoglie le informazioni riguardanti il Fenerbahçe Spor Kulübü nelle competizioni ufficiali della stagione 2022-2023.

## Stagione
Il Fenerbahçe Spor Kulübü utilizza la denominazione sponsorizzata Fenerbahçe Opet nella stagione 2022-23.
In Sultanlar Ligi ottiene un terzo posto al termine della regular season, che vale la qualificazione ai play-off scudetto: in semifinale supera dopo il golden set il VakıfBank, andando poi a conquistare il suo sesto scudetto ai danno dell'Eczacıbaşı. In Coppa di Turchia si spinge fino in finale, dove viene sconfitto dal VakıfBank; le due formazioni si erano già affrontate in Supercoppa turca con il successo delle giallo-blu. 
In Champions League raggiunge le semifinali, vedendo sfumare la qualificazione in finale dopo il golden set contro il solito VakıfBank.

## Organigramma societario
Area direttiva
- Presidente: Ali Koç

Area tecnica
- Allenatore: Zoran Terzić
- Allenatore in seconda: Salih Tavacı
- Assistente allenatore: Željko Bulatović
- Scoutman: Artun Aksan

## Rosa
| N° | Nome                  | Ruolo | Data di nascita   | Nazionalità sportiva |
| -- | --------------------- | ----- | ----------------- | -------------------- |
| 1  | Gizem Örge            | L     | 26 aprile 1993    | Turchia              |
| 3  | Mácris Carneiro       | P     | 3 marzo 1989      | Brasile              |
| 4  | Anna Lazareva         | O     | 31 gennaio 1997   | Russia               |
| 5  | Ergül Avcı            | C     | 24 luglio 1987    | Turchia              |
| 7  | Cansu Çetin           | L     | 23 maggio 1993    | Turchia              |
| 8  | Aslı Kalaç            | C     | 13 dicembre 1995  | Turchia              |
| 9  | Meliha İsmailoğlu     | S     | 17 settembre 1993 | Turchia              |
| 10 | Arina Fedorovceva     | S     | 19 gennaio 2004   | Russia               |
| 11 | Deren Çukur           | P     | 29 maggio 2005    | Turchia              |
| 12 | Ana Cristina de Souza | S     | 7 aprile 2004     | Brasile              |
| 13 | Meryem Boz            | O     | 3 febbraio 1988   | Turchia              |
| 14 | Eda Erdem             | C     | 22 febbraio 1987  | Turchia              |
| 15 | Miray Gözübüyük       | S     | 26 gennaio 2004   | Turchia              |
| 16 | İpar Kurt             | S     | 10 novembre 2003  | Turchia              |
| 18 | Buse Ünal             | P     | 29 luglio 1997    | Turchia              |
| 22 | Hristina Ruseva       | C     | 1º ottobre 1991   | Bulgaria             |
| 44 | Melissa Vargas        | O     | 16 ottobre 1999   | Turchia              |
| 95 | Beliz Başkır          | C     | 26 dicembre 1998  | Turchia              |

## Statistiche

### Statistiche di squadra
| Competizione     | Punti | In casa | In casa | In casa | In trasferta | In trasferta | In trasferta | Totale | Totale | Totale |
| Competizione     | Punti | G       | V       | P       | G            | V            | P            | G      | V      | P      |
| ---------------- | ----- | ------- | ------- | ------- | ------------ | ------------ | ------------ | ------ | ------ | ------ |
| Sultanlar Ligi   | 66    | 15      | 14      | 1       | 16           | 12           | 4            | 31     | 26     | 5      |
| Coppa di Turchia | -     | 1       | 1       | 0       | 0            | 0            | 0            | 3      | 2      | 1      |
| Supercoppa turca | -     | -       | -       | -       | -            | -            | -            | 1      | 1      | 0      |
| Champions League | 13    | 6       | 5       | 1       | 6            | 3            | 3            | 12     | 8      | 4      |
| Totale           | -     | 22      | 20      | 2       | 22           | 15           | 7            | 47     | 37     | 10     |

G = partite giocate; V = partite vinte; P = partite perse

### Statistiche dei giocatori
| Giocatore      | Campionato | Campionato | Campionato | Campionato | Campionato | Coppa di Turchia | Coppa di Turchia | Coppa di Turchia | Coppa di Turchia | Coppa di Turchia | Supercoppa turca | Supercoppa turca | Supercoppa turca | Supercoppa turca | Supercoppa turca | Champions League | Champions League | Champions League | Champions League | Champions League | Totale | Totale | Totale | Totale | Totale |
| Giocatore      | P          | PT         | AV         | MV         | BV         | P                | PT               | AV               | MV               | BV               | P                | PT               | AV               | MV               | BV               | P                | PT               | AV               | MV               | BV               | P      | PT     | AV     | MV     | BV     |
| -------------- | ---------- | ---------- | ---------- | ---------- | ---------- | ---------------- | ---------------- | ---------------- | ---------------- | ---------------- | ---------------- | ---------------- | ---------------- | ---------------- | ---------------- | ---------------- | ---------------- | ---------------- | ---------------- | ---------------- | ------ | ------ | ------ | ------ | ------ |
| E. Avcı        | 6          | 14         | 9          | 3          | 2          | 0                | 0                | 0                | 0                | 0                | 1                | 0                | 0                | 0                | 0                | 3                | 6                | 4                | 1                | 1                | 10     | 20     | 13     | 4      | 3      |
| B. Başkır      | 7          | 21         | 10         | 8          | 3          | 0                | 0                | 0                | 0                | 0                | 0                | 0                | 0                | 0                | 0                | 3                | 11               | 9                | 2                | 0                | 10     | 32     | 19     | 10     | 3      |
| M. Boz         | 9          | 30         | 23         | 5          | 2          | 1                | 0                | 0                | 0                | 0                | 0                | 0                | 0                | 0                | 0                | 4                | 19               | 13               | 5                | 1                | 14     | 49     | 36     | 10     | 3      |
| M. Carneiro    | 27         | 56         | 19         | 16         | 21         | 3                | 5                | 4                | 0                | 1                | 1                | 2                | 2                | 0                | 0                | 9                | 18               | 6                | 7                | 5                | 40     | 81     | 31     | 23     | 27     |
| C. Çetin       | 24         | 1          | 0          | 0          | 1          | 2                | 0                | 0                | 0                | 0                | 0                | 0                | 0                | 0                | 0                | 8                | 2                | 1                | 0                | 1                | 34     | 3      | 1      | 0      | 2      |
| D. Çukur       | 0          | 0          | 0          | 0          | 0          | -                | -                | -                | -                | -                | -                | -                | -                | -                | -                | -                | -                | -                | -                | -                | 0      | 0      | 0      | 0      | 0      |
| A.C. de Souza  | 29         | 294        | 246        | 34         | 14         | 3                | 40               | 37               | 3                | 0                | 1                | 6                | 6                | 0                | 0                | 10               | 128              | 112              | 10               | 6                | 43     | 468    | 401    | 47     | 20     |
| E. Erdem       | 27         | 223        | 147        | 52         | 24         | 3                | 14               | 6                | 6                | 2                | 1                | 10               | 6                | 4                | 0                | 9                | 51               | 30               | 15               | 6                | 40     | 298    | 189    | 77     | 32     |
| A. Fedorovceva | 28         | 473        | 369        | 22         | 82         | 3                | 60               | 47               | 2                | 11               | 1                | 19               | 11               | 2                | 6                | 9                | 166              | 126              | 5                | 35               | 41     | 718    | 553    | 31     | 134    |
| M. Gözübüyük   | 0          | 0          | 0          | 0          | 0          | -                | -                | -                | -                | -                | -                | -                | -                | -                | -                | -                | -                | -                | -                | -                | 0      | 0      | 0      | 0      | 0      |
| M. İsmailoğlu  | 29         | 74         | 55         | 10         | 9          | 3                | 3                | 1                | 0                | 2                | 1                | 1                | 1                | 0                | 0                | 8                | 27               | 20               | 4                | 3                | 41     | 105    | 77     | 14     | 14     |
| A. Kalaç       | 25         | 191        | 98         | 73         | 20         | 3                | 6                | 4                | 2                | 0                | 1                | 4                | 1                | 3                | 0                | 6                | 30               | 21               | 8                | 1                | 35     | 231    | 124    | 86     | 21     |
| İ. Kurt        | 3          | 6          | 6          | 0          | 0          | 0                | 0                | 0                | 0                | 0                | 0                | 0                | 0                | 0                | 0                | 0                | 0                | 0                | 0                | 0                | 3      | 6      | 6      | 0      | 0      |
| A. Lazareva    | 28         | 248        | 206        | 26         | 16         | 2                | 0                | 0                | 0                | 0                | 1                | 12               | 10               | 2                | 0                | 10               | 47               | 42               | 2                | 3                | 41     | 307    | 258    | 30     | 19     |
| G. Örge        | 31         | 0          | 0          | 0          | 0          | 3                | 0                | 0                | 0                | 0                | 1                | 0                | 0                | 0                | 0                | 9                | 0                | 0                | 0                | 0                | 44     | 0      | 0      | 0      | 0      |
| H. Ruseva      | 10         | 66         | 37         | 21         | 8          | 2                | 4                | 1                | 3                | 0                | -                | -                | -                | -                | -                | 6                | 30               | 18               | 8                | 4                | 18     | 100    | 56     | 32     | 12     |
| B. Ünal        | 28         | 31         | 7          | 9          | 15         | 2                | 1                | 0                | 1                | 0                | 1                | 1                | 1                | 0                | 0                | 6                | 4                | 0                | 1                | 3                | 37     | 37     | 8      | 11     | 18     |
| M. Vargas      | 16         | 268        | 225        | 23         | 20         | 3                | 56               | 45               | 4                | 7                | -                | -                | -                | -                | -                | 6                | 114              | 94               | 8                | 12               | 25     | 438    | 364    | 35     | 39     |

P = presenze; PT = punti totali; AV = attacchi vincenti; MV = muri vincenti; BV = battute vincenti